# Bufo wolongensis
Bufo wolongensis är en groddjursart som beskrevs av Herrmann och Kühnel 1997. Bufo wolongensis ingår i släktet Bufo och familjen paddor. IUCN kategoriserar arten globalt som otillräckligt studerad. Inga underarter finns listade.